# Terhole
Terhole est un village appartenant à la commune néerlandaise de Hulst, situé dans la province de la Zélande, en Flandre zélandaise. En 2009, le village comptait 528 habitants.